# Dioxys atlantica
Dioxys atlantica là một loài ong trong họ Megachilidae. Loài này được Saunders miêu tả khoa học đầu tiên năm 1904.